# Награда Сателит за најбољу глумачку поставу (филм)
Награда Сателит за најбољу глумачку поставу и играном филму једна је од Награда Сателит које додељује „Међународна новинарска академија“.

### 1990-е
| Година | Филм                | Глумачка постава | Извор |
| ------ | ------------------- | --- | ----- |
| 1997.  | Ноћи бугија         | Дон Чидл, Роберт Дауни Старији, Хедер Грејам, Луис Гузман, Филип Бејкер Хол, Нина Хартли, Филип Симор Хофман, Мајкл Џејс, Томас Џејн, Вилијам Х. Мејси, Алфред Молина, Џулијана Мур, Мајкл Пен, Џон Рајли, Берт Ренолдс, Роберт Риџли, Марк Волберг                                                            |       |
| 1998.  | Танка црвена линија | Кирк Асеведо, Пенелопи Ален, Ејдријен Броди, Џејмс Кавизел, Бен Чаплин, Џорџ Клуни, Џон Кјузак, Вуди Харелсон, Џон Севиџ, Елајас Котеас, Џаред Лето, Деш Михок, Тим Блејк Нелсон, Ник Нолти, Миранда Ото, Шон Пен, Џон Рајли, Ник Стал, Џон Траволта                                                           |       |
| 1999.  | Магнолија           | Џереми Блекман, Мајкл Боуен, Том Круз, Мелинда Дилон, Хенри Гибсон, Ејприл Грејс, Луиз Гузман, Филип Бејкер Хол, Филип Симор Хофман, Фелисити Хафман, Томас Џејн, Рики Џеј, Емануел Џонсон, Вилијам Х. Мејси, Алфред Молина, Џулијана Мур, Мајкл Марфи, Џон Рајли, Џејсон Робардс, Ајлин Рајан, Мелора Волтерс |       |

### 2000-е
| Година | Филм                          | Глумачка постава | Извор |
| ------ | ----------------------------- | --- | ----- |
| 2000.  | Путеви дроге                  | Стивен Бауер, Џејмс Бролин, Дон Чидл, Ерика Кристенсен, Клифтон Колинс Млађи, Бенисио дел Торо, Махандра Делфино, Мајкл Даглас, Мигел Ферер, Тофер Грејс, Луиз Гузман, Салма Хајек, Томас Милијан, Д. В. Мофет, Денис Квејд, Такер Смолвуд, Џејкоб Варгас, Кетрин Зита Џоунс                               |       |
| 2001.  | Госфорд парк                  | Ајлин Аткинс, Боб Балабан, Алан Бејтс, Чарлс Денс, Стивен Фрај, Мајкл Гамбон, Ричард Е. Грант, Том Холандер, Дерек Џејкоби, Кели Макдоналд, Хелен Мирен, Џереми Нортам, Клајв Овен, Рајан Филипи, Кристин Скот Томас, Меги Смит, Џералдина Самервил, Софи Томпсон, Емили Вотсон, Џејмс Вилби               |       |
| 2002.  | Господар прстенова: Две куле  | Шон Астин, Џон Бејч, Кејт Бланчет, Орландо Блум, Били Бојд, Бред Дуриф, Бернард Хил, Брус Хопкинс, Кристофер Ли, Џон Ли, Ијан Макелен, Доминик Монахан, Виго Мортенсен, Миранда Ото, Крег Паркер, Џон Рис Дејвис, Енди Серкис, Енди Серкис, Лив Тајлер, Карл Ербан, Хјуго Вивинг, Дејвид Венам, Елајџа Вуд |       |
| 2004.  | Странпутице                   | Томас Хејден Черч, Пол Џијамати, Вирџинија Мадсен, Сандра О | [ 1 ] |
| 2005.  | Фатална несрећа               | Крис Бриџиз, Сандра Булок, Дон Чидл, Мет Дилон, Џенифер Еспозито, Вилијам Фикнер, Брендан Фрејзер, Теренс Хауард, Тандивеј Њутон, Рајан Филипи, Ларенз Тејт | [ 2 ] |
| 2006.  | Двострука игра                | Ентони Андерсон, Алек Болдвин, Мет Дејмон, Леонардо Дикаприо, Вера Фармига, Џек Николсон, Мартин Шин, Марк Волберг, Реј Винстон | [ 3 ] |
| 2007.  | Док ђаво не сазна да си мртав | Алберт Фини, Роузмери Харис, Итан Хок, Филип Симор Хофман, Брајан Ф. О'Берн, Ејми Рајан, Мајкл Шенон, Мариса Томеј | [ 4 ] |
| 2009.  | Девет                         | Марион Котијар, Пенелопе Круз, Данијел Деј-Луис, Џуди Денч, Стејси Ен Фергусон, Кејт Хадсон, Никол Кидман, Софија ЛоренКако, | [ 5 ] |

### 2010-е
| Година | Филм            | Глумачка постава | Извор  |
| ------ | --------------- | --- | ------ |
| 2011.  | Служавке        | Ана Кемп, Џесика Частејн, Вајола Дејвис, Нелсан Елис, Брајс Далас Хауард, Дејна Ајви, Алисон Џени, Лезли Џордан, Брајан Кервин, Крис Лоуел, Ана О'Рајли, Дејвид Ојелоуо, Сиси Спејсек, Октавија Спенсер, Мери Стинберџен, Ема Стоун, Сисели Тајсон, Мајк Вогел | [ 6 ]  |
| 2012.  | Јадници         | Саманта Баркс, Саша Барон Коен, Хелена Бонам Картер, Расел Кроу, Ен Хатавеј, Хју Џекман, Еди Редмејн, Аманда Сајфрид | [ 7 ]  |
| 2013.  | Небраска        | Брус Дерн, Вил Форте, Џун Сквиб, Стејси Кич, Боб Оденкирк, Мери Луиз Вилсон, Миси Доти, Анџела Макјуан, Ранс Хауард, Девин Ратри, Мелинда Сајмонсен, Роџер Стаквиш                                                                                             | [ 8 ]  |
| 2014.  | Зачарана шума   | Мерил Стрип, Емили Блант, Џејмс Корден, Ана Кендрик, Крис Пајн, Џони Деп, Лила Крофорд, Макензи Мози, Били Магнусен, Тами Бланчард, Трејси Улман, Данијел Хатлстоун, Луси Панч, Кристина Барански, Франсес де ла Тур                                           | [ 9 ]  |
| 2015.  | Под лупом       | Марк Рафало, Мајкл Китон, Рејчел Макадамс, Лијев Шрајбер, Џон Слатери, Стенли Тучи, Брајан Дарси Џејмс, Били Крудап | [ 10 ] |
| 2016.  | Скривене бројке | Махершала Али, Кевин Костнер, Кирстен Данст, Тараџи П. Хенсон, Олдис Хоџ, Џанел Моне, Џим Парсонс, Глен Пауел, Кимберли Квин, Октејвија Спенсер |        |
| 2017.  | Земљи обећани   | Џонатан Бенкс, Мери Џеј Блајџ, Џејсон Кларк, Гарет Хедлунд, Џејсон Мичел, Роб Морган, Кери Малиган |        |
| 2018.  | Миљеница        | Оливија Колман, Рејчел Вајс, Ема Стоун, Николас Хоулт, Џо Алвин |        |
| 2019.  | Нож у леђа      | |        |

### 2020-е
| Година | Филм                      | Глумачка постава | Извор |
| ------ | ------------------------- | --- | ----- |
| 2020.  | Суђење Чикашкој седморици | |       |
| 2021.  | Моћ пса                   | Бенедикт Камбербач, Кирстен Данст, Џеси Племонс, Коди Смит-Макфи, Томасин Макензи, Џеневив Лемон, Кит Карадин, Франсес Конрој, Питер Керол, Алисон Брус, Шон Кинан, Адам Бич, Алис Енглерт |       |
| 2022.  | Нож у леђа: Стаклени лук  | Данијел Крејг, Едвард Нортон, Џанел Моне, Кетрин Хан, Лесли Одом Млађи, Кејт Хадсон, Дејв Батиста, Џесика Хенвик, Мадлин Клајн, Ноа Сеган, Џеки Хофман, Далас Робертс, Итан Хок, Хју Грант, Стивен Сондхајм, Наташа Лајон, Адам Давенпорт, Карим Абдул Џабар, Серена Вилијамс, Јо-Јо Ма, Анџела Ленсбери |       |
| 2023.  | Опенхајмер                | Килијан Марфи, Емили Блант, Мет Дејмон, Роберт Дауни Млађи, Флоренс Пју, Џош Хартнет, Кејси Афлек, Рами Малек, Кенет Брана, Бени Сафди, Џејсон Кларк, Дилан Арнолд, Том Конти, Џејмс Д’Арси, Дејвид Дастмалчијан, Дејн Дехан, Олден Еренрајх                                                             |       |
| 2024.  | Носферату                 | |       |